# Franz von Zottmann
Franz Xaver von Zottmann le 27 juin 1826 à Ornbau dans le royaume de Bavière et mort le 12 décembre 1901 au même endroit, est un prélat allemand qui fut évêque de Tiraspol et avait donc juridiction sur tous les catholiques du sud de l'Empire russe et de la Sibérie.

## Biographie

### Débuts de carrière
Franz Xaver von Zottmann étudie la philosophie et les sciences naturelles à l'université de Wurzbourg de 1846 à 1848. Puis il étudie la théologie à Eichstätt, jusqu'en 1850, et étudie les langues étrangères à Munich.
Il a un don réel pour les langues étrangères, car outre l'allemand, sa langue maternelle, il parle le français, l'italien, l'espagnol, l'anglais, le russe et le polonais et bien sûr le latin et le grec et apprend l'hébreu.
En 1853, il a la possibilité de devenir précepteur du fils d'un diplomate grec qui est en poste à Saint-Pétersbourg, capitale de la Russie impériale.
En 1855, il devient précepteur du fils d'un banquier allemand de Moscou et apprend le russe pendant ses heures de liberté, avec l'intention de devenir professeur. Lorsque la famille allemande rentre en Allemagne en 1859, il entre au début de l'automne 1859 au grand séminaire de Saratov (qui appartient au diocèse de Tiraspol) où se trouvent de fortes minorités d'Allemands de la Volga et où l'on forme des prêtres germanophones. Comme il a fait des études de théologie précédemment, il est ordonné prêtre rapidement, en juin 1860. Il est nommé vicaire à l'église Saint-Clément. Il y a environ cinq cents catholiques sur les trente-cinq mille habitants de la ville. Il est nommé recteur du séminaire en 1865, après une période de formation à Eichstätt.

### Évêque
Mgr Ferdinand Helanus Kahn, évêque de Tiraspol (avec résidence à Saratov) meurt et le département des affaires religieuses de l'Empire met huit longues années avant de lui nommer un successeur qui doit être finalement approuvé par le Saint-Siège. Finalement un accord est trouvé entre Saint-Pétersbourg et Rome et Franz Xaver von Zottmann est nommé par Pie X en 1872 et consacré le 11 juin 1872 à l'église Sainte-Catherine de Saint-Pétersbourg, devenant ainsi le deuxième évêque du diocèse de Tiraspol.
Mgr von Zottmann souffre d'une santé fragile à partir de 1879 et doit partir plusieurs fois en cure et faire un long séjour dans son pays natal. Il rentre en Russie en décembre 1889, où il demeure moins de dix ans. Après deux ans de séjour à Ornbau, il part profiter du climat de la baie de Carnaro à Castua, mais il retourne à Ornbau pour y mourir. Mgr Eduard von der Ropp lui succède.